# シャンボール
シャンボール（Chambord）は、フランス中部のサントル＝ヴァル・ド・ロワール地域圏のロワール＝エ＝シェール県に属するコミューンである。
世界的にも最も知られている城のひとつであるシャンボール城によって、コミューンの名前は広く知られている。城は中世フランス様式とイタリア・ルネサンス様式を混ぜた、フランス・ルネサンス様式（北方ルネサンス様式）の建築である。